# 雷星伝ジュピターO.A.
『雷星伝ジュピターO.A.』（らいせいでんジュピターオンエアー）は、原作：和智正喜・作画：なかざき冬による日本の少年漫画作品。『マガジンイーノ』（講談社）にて連載されていた。単行本は全8巻。

## あらすじ
ある日、主人公・雪照透は見慣れない駄菓子屋のガシャポンで自身がハマっている特撮ドラマ『雷星伝ジュピター』の未流通フィギュアを手に入れる。しかしそれは彼を本物のジュピターに変身させるアイテムであった。突然襲ってきた怪人を倒した彼だったが、その日放送された『雷星伝ジュピター』のバトルシーンが自分が体験した実際の戦闘を加工して放送されたものである事を知る…。

## 登場人物

### 力を受け継ぎし者達
雪照透（ゆきてる トオル）／ジュピター
主人公。ヒーローオタクの高校生で、深夜放映の特撮ドラマ『雷星伝ジュピター』の大ファン。
ある日の登校中、見慣れない駄菓子屋「妖界堂」の店先にあったガシャポンでジュピターのカプセルを手に入れる。
最初は憧れのジュピターとして戦えることにノリノリだったが、あまり事態を重大に受け止めていなかった。
負ければ死ぬと知って逃げ出してしまうこともあったが、いくつもの戦いを経てゆるぎない強さを得ていくこととなる。
名前の元ネタはジュピターのローマ読みユーピテルと雷神トール。
流瀬亜紀（ながせ あき）／マーキュリー
高校生。成績もよくスポーツ万能な優等生。特定の部活には所属せず、運動部からは助っ人を依頼されることもある。
マーキュリーのカプセルの持ち主。マイスやボーダーブレイクに詳しいが、その正体はハイマイスターのマーキュリーが憑依したものであり、亜紀本人の意識は何かの理由で意識の奥底で眠っている模様。
最初はマイスターとしての記憶を失っていたが、ある一件で元の姿に戻って以降に記憶を取り戻した。マイスターゆえか、スカートの中を見られても平然としているなど常識が不足している所がある。
考え事をする時や、何かに驚いた時には口元を押さえる癖がある。
クロノスとの戦いが終わった後のマーキュリーは体を流瀬亜紀に返し、自身はミネルバに作ってもらった体に魂を宿して透達の学校で転校生として暮らしている。その正体はジュンも知っている模様。
夏日幾紗（なつひ イクサ）／ヴァルカン
大学生。一夜にして人気ゲームメーカーとなった「ブラストワークス」の社長兼プログラマー。
ヴァルカンのカプセルの持ち主。
ボーダーブレイクは回避不可能のものとしてDビューという携帯ゲーム機を使ってボーダーブレイクに順応させる計画を立てていたが、Dビューの信頼が失墜したことで頓挫。
現在はボーダーブレイクを防ぐために行動している。このことは透の影響だとフォルに言われているが、本人は否定している。

### 解放者（リベレイター）
刺青の女／アラクネー（ARACHNE）
身長：1.72m　体重：52kg（マイスター態時）
リベレイターの一員。体の至る所に刺青を持つ。ボーダーブレイクを引き起こす為にマイスターカプセルを世に放っている。
以前に透がジュピターのマイスターカプセルを手に入れた駄菓子屋「妖界堂」では老婆の姿をしていたが、行動を起こすようになってから若い女性の姿をするようになった。
その正体は魂と力を持ったまま現実世界に来たオリジナルのマイスター「アラクネー」。全身の刺青は主に配下の昆虫系のマイスター達を変化させたもので、自由に出し入れができる。
ランクとしては、ハイマイスターに準ずる力を持つセミ・ハイマイスターだが、本人の戦闘能力は低い。
ゾディアックに心酔しており、復活させるために躍起になっている。
全ての作戦をジュピターたちに阻まれた挙句、最終作戦をテュポーンに乗っ取られた上に殺されてしまう。
ジュピターの番組を管理していたのか、彼女が倒された後はジュピターの番組は急きょ終了となった。
テュポーン（TYPHON）
身長：2.1m　体重：82kg（マイスター態時）
アラクネーより後に現れた、リベレイターの一員。アラクネーとは行動せず、配下の鎧型マイスターらと共に独自の作戦を遂行する。
ボーダーブレイクに代わる新たな計画『イクスチェンジ』を進めた。
その正体は「風」を司るセミ・ハイマイスターであり、竜巻や高速移動による攻撃を得意とする。人間態でもジュピター、ヴァルカンの二人相手に互角の戦闘力を誇る。
イクスチェンジの際に宇宙のユグドラシルに乗り込んできたマーキュリー、ヴァルカンと交戦するが、部下をマーキュリーに殲滅され、自身も豪火を食らった上で大気圏に落とされて燃え尽きた。

### 一般人
ジュン
透の幼馴染。高校では同級生でクラス委員。
リザードイチとの戦闘で助けられたことがきっかけで、ジュピターを「ジュピ様」と呼ぶほどのファンとなる。
あまり主だって態度に出さないが透のことが好きなのか、透が亜紀と一緒にいたりすると途端に不機嫌になる。
三沢
透のよく行くホビーショップ「アキハバラコイン商会」の店長。
ジュピターとバイシャークの戦闘を目撃したことで『雷星伝ジュピター』の戦闘が本当に行われていることを知り、その謎を追う様になる。
以前に特撮シリーズ専門の制作プロダクションで働いており、岡江はその頃の同僚。
岡江マルオ
三沢の元同僚。
オタクとしての知識は二流だがトークがうまいために人気が出て、テレビコメンテーターや大学講師を務める著名人。
金儲けが得意で、現在はグッズ販売から映像企画まで手広く行う会社「オカエエンターテイメント」の社長をしている。顔が広くコネがあるので、オタク業界で知らない者はいない。
人を見下すような言動が多いが、ヒーローに憧れたり、プロダクション勤務の時に三沢が作ったミニチュアを大事に保管している等、純粋な部分も持っている。
ナリ
『雷星伝ジュピター』の謎を調べるために三沢が呼んだ3人組の一人。他の二人より出番が多い。
語尾に「ナリ」とつけるのが特徴。アイドルオタク。
サルゾー
シャドーストーカーとマーキュリーの戦闘に巻き込まれて壊れたSARUを透が回収し、ナリが修理・改造したもの。
通常のSARUとは耳の形状が異なる。通信・放送用の機能は健在らしい。
機械でありながら感情豊かで、耳をふさいだり、ジュンに締め上げられて泡を噴いたりしている。
ロンゲ
『雷星伝ジュピター』の謎を調べるために三沢が呼んだ3人組の一人。
セミロングの髪と眼鏡が特徴。語尾に「（笑）」「＼（^o^）／」などをつけるのが口癖。
バンダナ
『雷星伝ジュピター』の謎を調べるために三沢が呼んだ3人組の一人。
頭にバンダナを巻いた大男。語尾に「っす」とつけるのが特徴。
織田
透の同級生。特撮マニア。実家は玩具店を営んでおり、特撮関連のグッズが手に入ると透に自慢することが多い。
学校のシーンではちょくちょく顔を出す。
山野ユキオ
小学生。体が小さいため、ヒーローにあこがれている。
作中で唯一、正確な年齢が明かされているキャラクター（9歳）。
宋江
アイドルグループ「Sweeco-den 108」のメンバー。『ジュピター』のファンの女性。
ラー・ケプリとジュピター、マーキュリーの戦いを目撃したことで、二人の正体を知ってしまった。
ライブ・ザ・ジュピターでは岡江と共に音響を操作し、リー・パソス（01）戦ではアキュートスのカプセルを持ち込んだことによって、どちらもジュピターに逆転勝利の切っ掛けを与えた。
芸能人だけあってか順応が早く、好奇心が強い。その一方でうっかり屋なところもあり、イクスチェンジの時にアキハバラコイン商会にいたジュン達に透＝ジュピターであることをバラしてしまった。
幾紗は彼女の大ファンである。

### その他
先代のジュピター
物語が始まる以前にジュピターのマイスターカプセルを所有し、マイスター達と戦っていた人物。
透と比較して頭脳戦を得意としていたようだが、倒したマイスターがカプセルに戻ることを知らなかったらしくカプセルは回収していなかった。
リザードイチに切り裂かれ、死亡してしまう。素性は不明。

## マイスター
ハイマイスターは現実世界に存在するだけでボーダーブレイクを加速させてしまうため、ジュピターたちは聖鎧と呼ばれる胸部アーマーを装備している。また、力も魂もこちら側に来ているマイスターにいたっては聖鎧を付けていてもボーダーブレイクを加速させてしまう。聖鎧を装備している間はその姿は人間に近い形となるが、実際は他のマイスターと同じく化け物然としている。なお、ジュピターたちは倒したマイスターの能力を使用できるようになっている。
ジュピター（JUPITER）
「雷」を司るハイマイスター。雪照透がカプセルを所持し、変身する。
雷の神の名を持つだけに雷を操ることができ、電気を吸収してダメージを回復する「充電（チャージアップ）」も可能。若干ながら他のマイスターより防御力・倍力能力に優れるが、透自体の戦闘能力が高くないため、戦闘においては今一歩劣る印象がある。また透の精神状態によって戦闘能力がかなり変動する。
戦闘では倒したマイスターの能力を濫用しがちであったが、亜紀との特訓で状況に応じて適切な選択ができるようになった。
必殺技は右手に雷を集中させて放つ「厳霊（イカヅチ）」。パンチなどと同時に直接叩きつける場合が多いが、本来は対象に雷を誘導して放つ技であり、遠距離攻撃も可能。発動時には「地球の平和を脅かすバケモノめ、このジュピターが許さない！ その光るや雷電の如し、その轟くや驚雷の如し！ 必殺、厳霊!!」という口上を述べる。派生技として、小規模の稲妻を両手の指先から一斉に放射する「厳霊・散破（イカヅチ・バースト）」に変化させることも可能。
他者との合体技としては、他のハイマイスター達のエネルギーを右腕に集めて撃ち出すことで敵を異次元へ放逐する「七星光輪（レインボーインパクト）」、ハイマイスター達とオリジナル・ジュピター、キュクロプスの力を束ねて放つ「厳霊銀河（テンノイカヅチ）」がある。
ジュピター×シルフ
テュポーンに苦戦するジュピターに、カプセルの状態で助勢に駆け付けたシルフが融合した姿。イレギュラーな存在であり、テュポーン曰く「ハイマイスター同士が合体などありえない」とのこと。
背中に翼、肩や足にはブレード状の部位が追加され、顔面装甲「リンピットシールド」は鋭角的に変形している。また、胸のマークが「L」を歪めたような形から「4」のような形に変化している。
シルフの飛行能力を活かし、高速で滑空する。必殺技は、稲妻を纏って高速回転しながら突撃する「厳霊×嵐舞（イカヅチ×ダンシングストーム）」。
オリジナル・ジュピター
全長：2.03m　体重：87kg（データは聖鎧を外した時のもの）
透に力を貸しているハイマイスター。本来の姿は細長い手足とツタ状の筋肉・神経の複合体「ザ・イルコディア・コレア」が絡み合った体を持ち、「ザ・センデー・ヴァルスキュオ」と呼ばれる稲妻を全身にまとっている。
シルフ曰くハイマスターの中でも最も強く気高い戦士の中の戦士。フォルセティ曰く説教臭いところがあるらしいことから、性格は真面目な模様。
現在は力だけ現世に来ているため、魂は異世界に在留している。透がブックレット入手後に邂逅を果す（この時は聖鎧を着けた姿だった）。
クロノスとの決戦時にカプセルを破壊された透を守る為、現実世界に出現。透を再度ジュピターに変身させ、キュクロプスを使ってイクスチェンジを防いだ。
世界を元に戻した後は、透に再会を誓って異世界へ帰って行った。
キュクロプス（CYCLOPS）
全長：200m　体重：42000t
マイスターではなく、オリジナル・ジュピターがマイスにて使役していた超巨大人型デバイス。
あまりにも強大過ぎるという理由で、ジュピターによって長らく封印されていた。その為、フォル曰くマイスでも全く見たことが無く、クロノスも名前しか知らなかった模様。
出自については一切不明。並行宇宙からエネルギーを取り出す「メビウスエンジン」を搭載しており、宇宙の終わりまで稼働できるとされる。最大パワーを発揮すれば木星クラスの惑星をも消し飛ばすことが可能。
ライブ・ザ・ジュピターでは、透の強い意志に呼応して両腕のみが召喚され、メナスクイッドを粉砕した。透本人はこのことを全く覚えていない。
最終話ではオリジナル・ジュピターによって召喚され、ゾディアックの爪の超エネルギーを吸収した。その後、吸収したエネルギーを解放してマイス化した世界を元に戻すと、塵となって消えていった。
マーキュリー（MERCURY）
「水」を司るハイマイスター。流瀬亜紀がカプセルを所持し、変身する。
水を操る能力を持ち、ジュピターに比べ防御力・倍力能力は劣るものの、身体の柔軟性に優れる。
必殺技は指先からウォーターカッターを放つ「清裂（ヘブンリーウォーター）」。威力を調整して高圧水流として使用することも可能。基本的には右手の人差し指から放つが、最終決戦では両手の指全てから放ち、多数の敵を一掃している。
ブックレットからの学習と豊富な実戦経験から無駄のない戦い方をする。
魂と力の両方がこちらの世界に来ているものの、聖鎧に加え亜紀に憑依しているためボーダーブレイクを加速させることはないようである。
本来の姿は軟体生物のような手足と半透明な体を持つ。
ヴァルカン（VULCAN）
「炎」を司るハイマイスター。夏日幾紗がカプセルを所持し、変身する。
炎を操る。エネルギー発生能力を重視しているため、防御力・倍力能力が犠牲になっているが、幾紗自身の戦闘能力が高く、その印象は低い。
必殺技は頭部の発熱機能を持つ繊維状コンバーター「バーニングクラウン」から発生させた高熱火球を放つ「豪火（インフェルノファイア）」。続けてもう1発放つ「豪火 二撃（インフェルノファイア リシュート）」へ連携可能。
ジュピターやマーキュリーと違って、他のマイスターの能力を使うことは少ない。
戦闘ではボクシングスタイルによる格闘戦のほか、エネルギー発生能力を活かした豪火の連発を多用する。
劇中では聖鎧を外した姿を見せなかったが、最終巻の巻末に収録されている。
フォルセティ（FORSETI）
オリジナル・ハイマイスター。通称「フォル」。「調停」を司り、あらゆる情報を収集し、戦いの監視者としての役割を持っており「調停のハイマイスター」と言われている。解放者に逆らい魂を亜空間に残し力だけカプセルに封じられたジュピター達と異なり実体を残し魂だけこちらの世界に来てしまうも電子情報を媒体にして活動することが出来る。
戦闘能力は皆無だが、能力とネットワークとの親和性から凄まじい情報収集能力を誇り、通信機器を通じて離れていても会話が可能。ただし、混線して無関係の通信機器に声が届いてしまう場合もある。
普段は幾紗のコンピューターにいるが、情報端末に入り込んで移動できるようでDビューに入って移動したりできる。
終盤でクロノスの分身に敗れて消滅したシルフ達の魂を追ってセイレーンの中に入り込み、最終決戦の時にシルフ達共々ミネルバが作った新たな体を貰って再登場。ジュピター達を援護した。
その後はメイド姿の少女としてブラストワークス社に住み込み、ジュピター達と共に解放者の残党と戦っている。
シルフ（SYLPH）
人間から変身していないオリジナル・ハイマイスター。別名「空のシルフ」。「空」の力を司り、背中の「深紅の翼（グロリアスウィング）」で大空を自由に翔る。そのスピード、機動力を最大の武器とする。
誇り高い「王子」のような気質だが、その分素直な心の持ち主でもある。当初尊敬するジュピターの力を使う透と衝突するもすぐに和解した。透とは似たもの同士でもある。
オリジナルのマイスターはわずかな時間でも存在するだけでボーダーブレイクを加速させてしまうため普段は亜空間に潜んでいる。
終盤でタイタン、ミネルバ共々クロノスの分身に敗北して重傷を負った状態で現実世界に来てしまい、ボーダーブレイクを防ぐ為に自分達の体を消滅させる。その後魂はサイレーンの中に入り込んでおり、最終決戦の際にジュピター達の下に駆け付けた。この際、ボーダーブレイクを起こさない為に力をセーブできるように調整している。
決戦で力を使い果たした為、その後はタイタンらと共に人間としてブラストワークス社の社長室に住み込みながら解放者と戦っている。ゲームのテストプレイ等を行っている模様。
必殺技は自らを高速回転させながら突進する「嵐舞（ダンシングストーム）」。
タイタン（TITAN）
人間から変身していないオリジナル・ハイマスター。別名「大地のタイタン」。「大地」の力を司りハイマスターの中でも最強のパワーを誇る巨漢ファイター。その拳は一撃で山をも崩す。常に冷静な性格で、口数少ないが心優しい。
その力が強すぎるため、普段は両腕の「バッファザンパー」と呼ばれる装備でセーブしているという。
決戦後は人間としてブラストワークス社に住み込んでいる。
必殺技は巨大な拳状のエネルギーを腕に纏って放つ「激神（ヘルシェイカー）」。
ミネルバ（MINERVA）
人間から変身していないオリジナル・ハイマイスター。別名「白銀のミネルバ」。戦闘力は高くないが、「白銀」の力を司り、聖鎧をはじめとするハイマイスターの装備を修復する特別な能力を持つ。理屈っぽい性格で、シルフに対してはお姉さんぽく振舞うが、少々軽いところがある。
決戦後は人間としてブラストワークス社に住み込んでいる。新型ゲーム機の開発に協力している模様。
必殺技は無数の金属片状の刃を放つ「銀牙（シルバリーファング）」。
サイレーン
ミネルバのペット？でもある機械生命体。基本は聖鎧を修復する為のツールだが、様々な形状に変形し亜空間レーダー、特殊センサー等、様々な用途に使用することができる。
クロノス（KHRONOS）
身長：2.05m　体重：81kg
ハイマスターの一人。他のハイマスター達はその姿を見た者はいないが、ゾディアックに次ぐ実力持つと言われ側近中の側近として常に従って行動していた。実質的に最強のハイマスターである。
「時空」を司る能力を持ち、未来予知の能力を有する。また、空間を操ることで敵を無力化することも可能。右腕に巻き付いた帯型のデバイス「クロイイバラ」が特徴で、戦闘時にはこれを槍状に変形させて敵を貫く。
解放者達の首魁たる存在であり、地上をマイス化させようと企む。その最終目標は遥かな未来で起こる宇宙規模の戦に備え、ゾディアックを復活させて「神」へと近付けること。神話的時代ではゾディアックが神になるのが間に合わないと知って彼の時間を進めようとしたが、それが原因でゾディアックは暴走してしまった。
最終的に計画は全て破綻させられ、自身も厳霊銀河の前に敗れ去った。
ゾディアック（ZODIAC）
全ての始まりとなった存在。神話的世界の頂点に君臨する戦いの王にして、戦いのみで滅びにむかっていた神話的世界に「戦っても相手を滅ぼさない」教えを広げて世界を救った救世主。
だがある日クロノスの誤算によって突然暴走し、世界を破壊してしまう。かつては世界を統べる者であったが、今や世界の調和を考えない狂王と化してしまっている。
彼の正体は、遥かな未来に銀河の果てから迫りくるであろう「全ての宇宙を飲み込む程の邪悪な敵」と戦う為に生まれた存在。神話的世界での戦いが繰り返されることで、世界の王たるゾディアックは「戦いの神」に近づいていくという。
彼が持つエネルギーは凄まじく、かつては刺青の女がゾディアックを復活させようとしたが、あまりに強大過ぎた為に爪の欠片が地上へもたらされたのみに終わった。その爪の一欠片ですら世界をマイス化させるだけの力を有し、クロノス曰く「うかつに破壊すれば力が暴走し、地球など消えてなくなる」とのこと。
ゾディアックの姿は見る者によって異なり、ジュピターの場合は黒い影、クロノスの場合は翼の付いた兜を身に着けた雄々しい戦士として捉えられている。ハイマイスターの聖鎧は、ゾディアックの姿を模して作られているという。
リザードイチ（RIZARDICHI）
全長：4.4m　体重：1.2t
透が初めて戦ったトカゲ型マイスター。織田が変身させられた姿。
怪力と、ダイヤモンドを凌ぐ硬さと超振動を有する牙「ヴァイブレーターファング」、鋭いカッターが先端についた尻尾「ユニバーサルテイル」が武器。また尻尾が破壊されると中の骨格が変化した仕込み刀「フレームソード」が現れる。
眼や鼻などに当たる部位はないが、頭部の外骨格「プレートセンサーヘッド」で熱・振動・電磁波を感知し、周囲の状況を把握している。知能はあまり高くなく、思うが侭に暴れていた。
尻尾での斬撃で先代ジュピターを殺害し、透が変身したジュピターも追い詰めた。しかし、切れた電線から充電したジュピターの厳霊でフレームソードごと粉砕され、敗れた。
最終話ではジュピターの強い意思に応えて他のジュピター配下のカプセルマイスター達と共に実体化するも、クロノスによって全員粉砕された。その為、透は復活したジュピター以外のマイスターカプセルを失ってしまった。
ハンマーヘッドバイシャーク（HAMMERHEAD-BISHARK）
全長：4.2m　体重：800kg　最高速度：時速520km
ミキオが変身させられた、シュモクザメとバイクの合成マイスター。「バイシャーク」とも呼ばれる。高い知能を持ち、人語で話す。
体組織「フレキシブルボディ」を変化させ、通常のバイクに擬態する能力を持つ。両足のタイヤ「リニアホイール」による高速移動と堅牢な頭部「ハンマーヘッド」を活かした突進や、鋭い牙が並んだ大きな口「シャークマウス」による噛み付きを得意とする。
通常のバイク（＋ライダー）に擬態して暴走行為を繰り返した。ジュピターとの戦闘中に正体を現し、腕に噛み付いたまま高速道路を暴走してタンクローリーに激突しようとするも、ソードメーンで牙を全て斬り落とされてしまう。悪あがきの突撃で一度はジュピターを倒したが、突っ込んだ先が電灯つきの看板だった為、切れたコードから充電して復活したジュピターの厳霊で倒された。
シールドローラー（SHIELD-ROLLER）
戦闘時　身長：2.4m　体重：920kg　最高速度：時速1055km
ボール形態時　全長：2.5m　体重：920kg　最高速度：時速380km
岡江が変身させられた、人型ロボットのようなマイスター。片言ではあるが、喋ることができる。
背中にマウントされた複数枚のシールド群「シールド・オブ・クリサンセマム」が特徴。シールドで体を被いボール状に変形しての体当たりの他、シールドを切り離しての攻撃・防御がメイン。シールドは非常に堅く、厳霊の直撃を受けても僅かな傷がついた程度のダメージしか受けない。高速で飛ばせば敵を正確に追尾し、乗用車や鉄筋コンクリートの柱を粉砕する程の威力を発揮する。
ゾディアックプロの秘密を探る透達を抹殺するのが任務。初戦ではジュピターにシールドを傷つけられたことに怒り、圧倒するも逃げられる。その後地下でシールドの傷を癒し、ジュピターと再戦。しかし、ジュピター・ハイマニューバによって「標的がシールドより速く移動すると、追尾性能が仇となってシールド同士が衝突する」という弱点を突かれてシールドの殆どを破損し、逃走を図るも雷輪で海中に叩き落とされ、厳霊でトドメを刺された。
デザインのイメージは「菊の花」。
シャドーストーカー（SHADOW-STALKER）
身長（頭頂部の鰭を含む）：2.85m　体重：360kg
たこ焼きチェーン店「デラダコ」の社長が変身させられた、蝶と魚（熱帯魚）のキメラマイスター。半魚人のような姿で、腰の後ろから蝶の翅に似た翼「ファンタズマウイング」が生えている。
飛行能力や、翼で体を包むことで影から影へ出入りする「シャドーフュージョン」という能力を持つ。
上半身を覆う大型の鱗「Nディメンションスケイル」には中に人間を閉じ込める能力を、全身の小型の鱗「リプリントスケイル」には貼り付けた者を自らの劣化コピー「シャドーストーカーリプリンツ」に変身させてしまう能力を持つ。
鱗に閉じ込めた人々を人質にしている上、シャドーフュージョンも活かしてジュピターを苦しめた。しかし、マーキュリーの清裂で鱗の隙間をなぞるように真っ二つに斬り裂かれて敗れた。カプセルは亜紀が回収している。
シャドーストーカーリプリンツ（SHADOW-STALKER-REPRINTS）
身長（頭頂部の鰭を含む）：2.26m　体重：250kg
刺青の女によってリプリントスケイルを貼り付けられた人々が変身させられた分身体。
口「ランチャーマウス」から噴き出す高圧水流と、機動力やチームワークを活かした連携プレーで戦う。
ジュピターとマーキュリーに襲いかかるも、全て返り討ちにされて敗北。鱗も効力を失い、元の人間達に戻った。
ウルフサイト（WOLF-SIGHT）
身長（レドームを含む）：3.42m　体重：370kg
道路工事の作業員が変身させられた狼型マイスター。群れを成しての集団攻撃を得意とする。
部下から受信した情報を頭部「レドームヘッド」で解析し、その内容を部下達に返信することで統制を取っている。武器は牙と、硬さを自在に変えられる鉤爪「カッタークロー」。
その使命はコードースタジオを調査する透と亜紀の妨害・抹殺であり、部下を率いてジュピター達と交戦する。
最期は刺青の女を庇ってシールドボールスマッシャーで両腕を切断され、厳霊でトドメを刺された。
ウルフサイト・バリエーションズ（WOLF-SIGHT-VARIATIONS）
道路工事の作業員達が変身させられた、ウルフサイトの部下。ボスより一回り小さく、大量に存在する。
それぞれが光学・音波・電波などの各種センサーとして特化した頭部を持ち、収集した情報をボスに送信する。
ボスが敗れたことで、全員人間に戻った。
ジュピター(透)曰く「あまり素早くない」とのことだが、後に『炎撃星ヴァルカン』に登場した時は「俊敏高速」と謳われている。
スレイプニル（SLEIPNIR）
全長：4.12m　体重：1220kg
刺青の女がカプセルから召喚する8本脚の馬型マイスター。
彼女を守る使命を帯びていると考えられ、主に逃走時に用いられた。真っ当な戦闘シーンは無く、ジュピター達に倒されることも無かった。
設定上は、腹の中が異空間(地獄)に通じており、そこから生み出される闇や毒といったものはスレイプニルのエネルギー源となる他、口「ヘルズゲート」から吐き出すことで武器にもなるとされる。また、体を覆う鎧は猛毒を帯びており、脚「スリッパーレッグ」は空を駆けることもできるとされる。
ギミック・ギミック（GIMMICK-GIMMICK）
全長：最大4.12m(通常時)　体重：最大1220kg
遊園地のピエロが変身させられたピエロ型マイスター。鳴き声は「ギギッ」。
骨格「エラスチックボーンズ」は無数のリングが連なって構成されており、伸縮自在な上に柔軟に曲がる。これによって手足や胴を伸ばすことが可能であり、変幻自在且つ機敏な動きを実現している。
体内の物質複製機「IMリプリケイター」で包丁や鉄球等を生成し、敵めがけて吐き付ける。また、全身を覆う装甲「レイヤードアーマースキン」は多層構造になっており、ダメージを受けた際には「脱皮」して本体を守るが、その度に少しずつ小さくなる。
遊園地に特訓しに来ていた透達を襲おうとするも、ヴァルカンによって妨害され、豪火で倒された。カプセルは幾紗に回収されている。
ワイアプーラー（WIREPULLER）
全長：3.33m　体重：375kg
通りすがりの男性が変身させられた蜘蛛型マイスター。
口から吐き出す「スクリームワイア」から特殊な信号を発信し、人間の精神を刺激して神話的記憶を回復させる能力を持つ。
非常に特殊かつ強力な能力を持つ反面、肉体的には筋肉を持たず、脚部「アラクネーレッグス」は胴体部「フーリッシュタンク」に貯蔵された高圧ガスで動かすため、直接戦闘能力は低い。
幾紗主催のジュピターリベンジ祭の参加者達をマイスター化させ、データを取るのが役目。サーチジュピターによって居場所を暴かれるが、ワイアで絡め取ったジュピターを地下鉄の線路に投げ落として倒そうとした。しかし、ソードメーンでワイアを切られて脱出され、厳霊で倒された。
ワイアプーラーQ（WIREPULLER Q）
全長：37m　体重：2800t
ワイアプーラーの女王に当たる最強個体。
巨体故に動きは鈍いが、体の一部がブラストワークス社のサーバーと融合しており、ネットワークへの干渉能力は桁違いに向上している。また、スクリームワイアの破壊力や強度も強く、本体も豪火の直撃に耐える堅牢さを誇る。
Dビューを通してボーダーブレイクを起こそうとし、それを阻止すべく現場に現れたジュピター達と戦う。その最中にマーキュリーの聖鎧を破壊し、亜空間への撤退へと追いやった。
厳霊の電撃を乗せたシールドバレットでサーバーを破壊され、刺青の女と共に地下へと逃走した。
ワイアプーラーQ・リペア（WIREPULLER Q REPAIR）
全長：45m　体重：3700t
ジュピターに敗れたワイアプーラーQが自己再生した姿。
胴体はドーム型の「ワイズマンタンク」と化し、外殻は厳霊でも傷つかない防御力を有し、内部にはスクリームワイアを変質させた高次元情報集積演算システムを持つ。ネットワークへの干渉能力が更に強化されたが、自力での移動はほぼ不可能。
再びDビューを通してボーダーブレイクを起こそうとし、ジュピター達はその際に発生する次元の裂け目からマーキュリーの救出を試みた。しかし、本格的なボーダーブレイクが迫ったことでジュピターはマーキュリー救出を断念せざるを得なくなり、ワイアプーラーQの外殻の隙間を通してマイティワイアを心臓部に侵入させて厳霊 蜘蛛の巣を放つことで勝利した。
ジュピターバイダース（JUPITER-BYDOZEN）
身長・体重は変身者によって異なる。
元々はジュピターリベンジ祭に於けるプレイヤーキャラクターだったが、筐体に入った10人のプレイヤーがワイアプーラーによって神話的記憶を刺激された結果、本当に変身してしまった姿。
幾紗が本物のジュピターから得たデータを基に作成された為、本物とほぼ同等の力を持つ。厳霊やジュピターソードも使用可能。
チームプレーでジュピター達を苦しめるも、ワイアプーラーの敗北に伴って倒れた。
名前は「雑魚ジュピター」という意味。
アラクネー配下のマイスター
アラクネーに従う虫型のマイスター達。普段はアラクネー人間態＝刺青の女の刺青に姿を変えている。
ワイアプーラーQ・リペアを撃破されたことに激怒したアラクネーによって召喚されたが、怒りに燃えるジュピターの一撃で4体まとめて粉砕された。
イリュージョナー
蝶型マイスター。
変幻自在の翅の模様と特殊な粉を用いて相手に幻覚を見せる。武器は鋭い口吻。
ボアヘッド
サソリ型マイスター。
体を振動させることで地中を移動し、敵に不意打ちを掛けるのが得意。尻尾の毒針が武器。
バーブ
クワガタムシ型マイスター。
大顎を活かして戦うパワーファイター。設定上は飛行能力も有する。
ザケイン
トンボ型マイスター。
2対の翅で重力を操り、超音速での飛行も可能。あらゆる感覚に優れている為、偵察任務に威を発揮する。大顎が武器。
名称不明のサイ型マイスター
力と魂を兼ね備えたオリジナルマイスター。
角や耳がパイプ状になっている他、背中には複数のパイプが2列に並んで突き出ている。
大人しそうな外見に反し、ジュピターとヴァルカンの二人がかりでも押さえきれない程の突進力を誇る。また、全身のパイプから大きな音を発することができ、これを利用して敵の攻撃を弾いたり、敵の動きを封じたりすることも可能。
透達はこのマイスターが生み出す空間の歪みを利用し、亜空間に落ちた亜紀を救出しようとした。しかしジュピター達の手に負える相手ではなく、乱入してきたシルフ達によって異次元へ転送された。
ラー・ケプリ（RAH CHEPLI）
全長：2.57m　体重：127kg
テュポーンにより異次元から召喚されたフンコロガシ型マイスター。人語を話す。
厳霊や清裂はおろか、人の熱狂エネルギーを含むあらゆるエネルギーを光球「ダイ・シラー・ボール」に吸収・増幅して爆弾とすることができる能力を持つ。
召喚直後にジュピターやマーキュリーと交戦し圧倒するが、姿を消す。ライブ・ザ・ジュピターでは観衆5万人の熱狂エネルギーを爆弾化させ、ボーダーブレイクを引き起こそうとするも失敗した。
ジュピターとの戦闘では再戦を匂わすような台詞を発したが、結局再び合い見えること無くフェードアウトした。
デザインには「スーツアクターが着れるデザイン」という制約があり、デザインを担当した後藤伸正によれば「途中、本当のフンコロガシのデザインを始め」てしまう程の難産だったという。
アキュートス（ACCUTEUS）
全長：3.1m　体重：280kg
ライブ・ザ・ジュピターの会場スタッフが変身させられた蝙蝠型マイスター。
全身がクリスタルで構成されており、体内から生み出した巨大水晶「クリスタジェーター」から小型の分身を無数に生み出すことができる。蝙蝠らしく視覚をほとんど持たず、聴覚だけで相手の攻撃を完璧に察知して回避するが、同時に巨大な音に弱いという弱点を持つ。他の武器は、伸縮自在の両腕のみ。
無数の分身を生み出しつつ、あらゆる攻撃を防いでボーダーブレイクを発生させる時間稼ぎをしたが、イベント会場の音響施設の音量をマックスにされて動きを止め、厳霊でクリスタジェーター諸共粉砕された。
カプセルは宋江に回収され、その後のリー・パソス（01）戦でジュピターに託された。
メナスクイッド（MENASQUID）
全長：92m　体重：9000t
空間破壊用のイカ型巨大マイスター。アラクネーの切り札。
本来はアキュートスによって不安定になった空間に叩き込むことでボーダーブレイクを発生させる予定だったが、アキュートスが敗れたため特攻兵器として使用された。
あまりの巨大さにジュピター達は手も足も出なかったが、突如発動したキュクロプスによって粉砕されてしまう。
リー・パソス（REH PATHOS）
テュポーン配下の猿型マイスター。人語を話す。頑強な外見の01と、痩せ型・長身の02がいる。この内、02は複数体存在する。
伸縮自在の手足「リー・ビーゾー・ハンド/レッグ」を活かし、アクロバティックな動きで敵を翻弄する。また、ドラミングによって人間の精神や空間そのものを活性化・暴走させる能力を持つ。
01
全長：2.1m(通常時)　体重：215kg
ユグドラシルでの宋江ソロライブの観衆を暴走させ、その際のデータを収集する役割を持つ。その最中に偶然透と遭遇し、ジュピターと戦う。変幻自在の動きでジュピターを苦しめたが、ミラージュジュピターの分身に空高く吹っ飛ばされたところをマーキュリーの清裂で首を刎ねられて敗北。首だけになっても生きていたが、テュポーンに任務外の戦いを咎められて消し飛ばされた。
02
全長：2.32m(通常時)　体重：187kg
1体がコードースタジオに於いてゾディアックの爪を見つけ出す為に出撃。ドラミングでゾディアックの爪を出現させた。
イクスチェンジの際には世界に無数に配置され、世界をマイス化させた。東京担当の個体はマイスターらを操ってジュピター達を排除しようとしたが、七星光輪によって生じた空間の裂け目に吸い込まれて異次元に消えて行った。

### 本編外のマイスター
パワードレオ（POWERED LEO）
『ジュピター』第1話に登場したライオン型マイスター。
街中で無差別破壊を行うが、先代ジュピターとの戦いでダメージを受けたため、撤退した。
アームドレオ（ARMED LEO）
『ジュピター』第2話に登場。全身を武装した、パワードレオの強化形態。
地下街を崩落させるなどの被害を出したが、先代ジュピターの厳霊で倒された。カプセルは回収されなかった。
ウィングファントム（WING PHANTOM）
『ジュピター』第3話、第4話に登場。コウモリのような翼を持ち、超音速で飛行するマイスター。
空に作り出した異空間へ航空機を引きずり込むという事件を起こし、先代ジュピターと交戦。2度目の戦いでは厳霊によって誘発された落雷で撃墜され、肉弾戦で倒された。こちらもカプセルは回収されなかった。
フライングフィッシュ
マーキュリーが持つカプセルに封じられたトビウオ型マイスター。水中と空中の両方に適応している。
デザインは没になったイワシ型怪人のアレンジ。
クラブギア
同じくマーキュリーが保有する甲殻類型マイスター。
動きは鈍いが、それを補って余りある防御力を誇る。
ソフトジュエル
同じくマーキュリーが保有するクラゲ型マイスター。『マーキュリー』第3話に登場。
透明で柔軟な体はあらゆる物理攻撃を跳ね返し、光線も体内で屈折させて無効化する。

## 技・能力
ジュピターらはマイスターを倒し封印することで、そのマイスターの能力を得ることができる。以降にその能力を記す。
ジュピターの能力
リザードイチのカプセル
ジュピターソード
リザードイチのフレームソードを実体化した両刃の片手剣。
ソードメーン
後頭部のたてがみの一部を変化させた仕込み刀で、両手が塞がっていても使用することができる。取り外してジュピターソードに移行可能。
ハンマーヘッドバイシャークのカプセル
ジュピター・ハイマニューバ
ハンマーヘッドバイシャークと融合した形態。両足に「リニアホイール」、両腕に「シャークフィン」が追加される。
両足のホイールによる高速機動に加え、知覚・反応速度も向上し、いわゆる加速状態になる。また、壁や天井に貼り付いて走行することも可能。
ジュピターマシン・アサルトマニューバ 雷輪（サンダーボルト）
全長：2.85m　重量：520kg　最高速度：時速1225km
バイシャーク自身が実体化・変形したバイク。ハイマニューバと比較するとパワー・最高速度で勝る。
この能力を発動中、ジュピターの両腕にシャークフィンが追加される。
シールドローラーのカプセル
雷壁（サンダーウォール）
シールドローラーのシールド群を実体化した、ドーム型の巨大な盾。元のシールド同様、複数枚のシールドで構成されている。
通常の盾のように手に保持して使用するほか、空中に浮遊させて自動防御も行える。またシールドを分割して操作する「シールドバレット」で攻撃にも転用できる。
マイティワイアと組み合わせてパラシュートとして扱ったこともある。
ジュピター・シールドボールモード
変形させた雷壁で全身を覆った形態。
シールドローラー同様の球形状態での防御のほか、シールドを円盤ノコギリ状に変形させて突撃する「シールドボールスマッシャー」を使用できる。
ウルフサイトのカプセル
サーチジュピター
6枚の円盤型センサーデバイスを呼び出し、広範囲の探索・索敵を行う能力。
視聴覚情報のほか次元の歪みなども検知することが出来るが、能力の使用中は探索に集中しなければならないため無防備な状態になってしまうのが欠点。
この能力を使用している時のみ、ジュピターはネット世界のフォルセティと直接交信できる。
ワイアプーラーのカプセル
ジュピターマイティワイア
左手の指先から細いワイアを伸ばす。単体では威力は期待できないものの、強度は高く人を持ちあげたりでき、相当な長さまで伸ばせる模様。
ワイアで絡め取った敵に厳霊の電撃を流す「厳霊 蜘蛛の巣（イカヅチ スパイダーウェブ）」に派生可能。
アキュートスのカプセル
ミラージュジュピター
全身をクリスタル化させ、そこに映った自身の姿を実体化させることができる。自分以外を出現させられるかは不明。
どれだけ能力を再現することができるかは不明だが、全く同じ存在を生み出しているためコンビネーションは抜群である。
他の能力と違い、クリスタル化した体は分身を生み出した時点で元に戻る。
マーキュリーの能力
フライングフィッシュのカプセル
マーキュリーマーメイド
下半身が魚になった人魚のような姿に変身する。水中を高速で泳ぐことが可能。
マーキュリーフライヤー
肩と踵に翼を生やした飛行形態。
飛行速度や距離には限度があるものの、ジュピターをぶら下げて飛ぶくらいなら平然とやってのける。
クラブギアのカプセル
マーキュリースラッシャー
両手に巨大な鋏を装備する。
並みのマイスターなら一刀両断にできる程の切れ味を誇り、大きさと強度を活かして盾代わりにもなる。
ソフトジュエルのカプセル
ソフトジュエル・シールド
巨大なスライム状の物体を召喚し、敵の攻撃を受け止める。防御だけでなく、敵を包み込んで動きを封じることも可能。
最終話ではマーキュリーとヴァルカンがこの中に入り、大気圏突入時の摩擦熱を凌いだ。
ヴァルカンの能力
ギガンテスナックル
巨大なガントレットを両腕に装備し、敵を殴る。元になったマイスターは明かされていない。

## 用語
雷星伝ジュピター
マニアの間で人気を博している木曜深夜3時放映の特撮ドラマ。全26話予定。
ドラマパートは聞いたことのない無名の役者によるもので「学芸会並み」とも揶揄されるほどに出来は悪いが、アクションパートは撮影セットではなく街中で、しかもCG・ワイヤーを使用した形跡はないのに非常にリアルな出来栄えでマニアの心を掴んだ。
実はアクションパートは実際のジュピターと怪人の戦いそのもので、猿型のロボットSARUを使って撮影している。但しその場にいた部外者はCG処理によって別人にすり替えられている。
アラクネー敗北後、放送が終了した。
ライブ・ザ・ジュピター
『ジュピター』の最終回（第15話）。
『ジュピター』初の生放送であり、Sweeco-den 108のライブ直後に同じ場所で撮影（戦闘）が始まったが、ラー・ケプリの介入によって放送途中で終了してしまった。
アラクネーはジュピターとアキュートスの戦闘を観客や視聴者に見せつけることでボーダーブレイクを引き起こそうとし、計画を乗っ取ったテュポーンはラー・ケプリの能力で人々の熱狂を一種の爆弾とすることで一気に世界規模のボーダーブレイクを起こそうとした。しかしフォルセティやシルフ達によってステージの大型モニターを亜空間につなげられ、そこからエネルギーを吸い出されたことで失敗に終わった。
麗水姫（れいすいき）マーキュリー
インターネット配信の変身ヒロイン特撮ドラマ。
『雷星伝ジュピター』同様、マーキュリーと怪人の戦いを編集・配信している。
『雷星伝ジュピター』より1年近く前から配信されていたが、長い間会員限定の映像配信だったため岡江の情報網にすら掛かることがなかった。作品序盤でオープン配信となり、以降は『雷星伝ジュピター』と同じ時間に配信されるようになった。
実はボーダーブレイク後に人々が生き残れるよう、使用者の神話的記憶を少しずつ刺激する為にフォルセティが配信していた。
炎撃星（えんげきせい）ヴァルカン
ネットワーク対戦対応の格闘ゲーム。キャラクターはヴァルカン、ジュピター、マーキュリー、ウルフサイト（NPC）を確認可能。
アーケードゲームが主体だが、家庭用ゲーム機版・パソコン版も発売されている。
アーケードでは球形の大型筐体を使用する。操作自体は従来のゲームと大差ないものだが、全方位モニターに加えてシートからの微弱電流によるダメージの実感・シートの内蔵装置によって温度・匂いなども知覚でき、実際に戦っているような臨場感を楽しめる。
ジュピターリベンジ祭
Dビュー版『ヴァルカン』発売記念イベント。
プレイヤーはジュピターバイダースを使ってトーナメント式の戦いを勝ち抜き、優勝者はイクサに挑戦できるというイベント。だが、ワイアプーラーの介入によってプレイヤーや観衆がジュピターバイダースを始めとしたマイスターと化してしまう。
ワイアプーラーの敗北に伴って事態は沈静化し、その後は落雷による事故として処理された。
Dビュー
ブラストワークス社から発売された家庭用携帯ゲーム機。音楽プレイヤー、デジカメ、ワンセグテレビとしての機能も有し、電子メールの送受信・閲覧等も可能な「高性能情報デバイス」でもある。
名前の通り「D」の形をしており、使用時には本体を左右に分割する。いかなる画像も擬似立体映像に変換し、中央のレンズからホログラムとして投影できる。
本来はボーダーブレイク後に人々が生き残れるよう、使用者の神話的記憶を少しずつ刺激する為に作られたもの。フォルセティが設計を担当した。
後継機に「Eビュー」「Fビュー」が存在。
星皇ゾディアック
コードースタジオにて35年前に製作された連続特撮ヒーロードラマシリーズ。13本目までが撮影されていたが、放映直前に火災によってフィルムが焼失。誰一人見ることのない幻の作品。実は解放者がゾディアック復活の為に制作していたのだが、ゾディアックがあまりにも強大過ぎた為に前述の火災が起こり、失敗に終わってしまっている。
ゾディアックの爪
『星皇ゾディアック』によるゾディアック復活は失敗したが、その時に爪の欠片が現実世界にもたらされた。
見た目は掌サイズの結晶体だが、地球を消滅させる程のエネルギーを有している。
最終話でキュクロプスにエネルギーを吸い尽くされたことで自壊した。
神話的世界（マイス）
現実世界の過去の姿であり、マイスター達の故郷。あらゆる者が自由に姿を変え、力と力をぶつけ合い、自分の強さを示すことこそが唯一絶対の戦いだけの世界。
唯ひたすら戦い続ける混沌とした世界に見えるが、戦いの王ゾディアックによってある種の調和がもたらされていた。しかし、彼自身の暴走によって崩壊してしまった。
神話的存在（マイスター）
マイスの住民であった者達の総称。
中でもジュピターやマーキュリーらは群を抜いて戦闘力が高く、選ばれし精鋭真のマイスター「ハイマイスター」と呼ばれており、マイスが健在であった頃はゾディアックの側近として仕え補佐を勤めていた。ジュピターの回想を見る限り、最低でも12人いる様である。
カプセルでの変身ではない、魂と力の両方を備えたオリジナルのマイスターは、例え下級の者であっても現実世界に存在するだけで時空を歪めてボーダーブレイクを引き起こしてしまう。
それぞれが固有の紋章を有し、体のどこかに紋章が描かれている場合が多い。
ボーダーブレイク
現実世界と非現実世界（＝マイス）の境界が破壊され、現実世界がマイスへと回帰してしまう現象。
『雷星伝ジュピター』や『麗水姫マーキュリー』などの作品によって前世におけるマイスの記憶＝神話的記憶が刺激され、人々の神話的記憶が臨界に達したときに発生してしまう。
イクスチェンジ
テュポーン一派が計画する、ボーダーブレイクに代わる神話的世界回帰プロジェクト。
リー・パソスの能力で人々の熱狂を暴走させて異次元へと転送し、入れ替わりに異次元のマイスターを地上に呼び出して世界をマイス化させた。
人々が様々な物に熱狂する姿から想定された「人間は潜在的にマイスに戻りたがっている」という推論に基づいて進められた。
解放者（リベレイター）
ゾディアックの復活を目論むマイスターの一団。
ボーダーブレイクやイクスチェンジを引き起こすことでゾディアックを復活させようとしている。
マイスターカプセル
カプセルトイを彷彿とさせる半透明・球形のカプセルで、中にはマイスターのミニチュアが収められている。透たちはこれの力を借りて変身したり、能力を使用することができる。基本的に開けることはできないが、マイスターの力を行使する時に開くことがある。
正体はマイスターの力と魂を物質・結晶化したもの。基本的にカプセルには力と魂が両方とも入っているが、解放者によって現実世界に持ち込まれたカプセルのほとんどは魂が抜けて力のみが封じられた状態である。また逆にフォルセティは魂のみが現実世界に来てしまった。
通常、人間がカプセルに触れるとカプセルの中のマイスターに心身ともに支配されてしまい、そのマイスターに変身してしまう。ジュピターらに倒されることで初めて人間とカプセルが分離されるが、変身していた間の記憶は無く、変身していた間に受けたダメージが人間に返ってくる事は無い。また、敗れたマイスターのカプセルが再度人間を変身させることは無い。但しハイマイスターのカプセルは別で、変身している間は変身者の自我を保ったまま強大な力を得る代わりに、一定以上のダメージを負えば人間の体にダメージが通り、最悪死に至ってしまう。
ブックレット
正方形の板状の装置でありマイスターカプセルの所有者の証。この中には対応するマイスターの詳細な能力やその力を使いこなすためのマニュアルが入っているほか、脇のスイッチを操作することでそのマイスターを意のままに操ることができる。
カプセルの中に入っているため、かなり小さい。
聖鎧（せいがい）
ハイマイスター達が着けているスーツ。本来はハイマイスターの強大な力が周囲に影響を及ぼすのを防ぐ為のものだが、透らのものには身体をアシストするために倍力機能などが備わっている。
SARU（サル）
全長（尻尾除く）：64cm　重量：12kg
解放者が製造した撮影・中継用の猿型ロボット。通称「サルロボ」。ジュピターらの戦闘が始まるとあちこちから集まり、その様子を撮影する。
眼の「マルチビジョンカメラ」・耳の「スーパーディレクティブマイク」・尻尾の姿勢制御装置兼用アンテナ「スタビライザーアンテナ」といった撮影機器の他、人体の生態状態を解析するメディカルセンサーなども備えている。
シャドーストーカー戦に巻きこまれて壊れた機体はナリの手によって修理・改造されてサルゾーになった。このことから、構造的には一般的な機械と大差ない可能性が大きい。
テュポーンも同系統のロボットを持ち、こちらは録画した映像を両目から空間に投影できる。
Sweeco-den 108
アイドル史上最大人数を謳っているアイドルグループ。モチーフは『水滸伝』。
所属事務所である梁山泊プロ社長・白浪電次郎が夢で「108人の英雄（アイドル）が世界を統一する」というビジョンを見たことが結成のきっかけとなっている。
人数が多すぎるため、ライブ・ザ・ジュピターまで全メンバーが一堂に会したことは無かった。
ユグドラシル
デジタル放送に対応して建造された次世代複合情報タワー。高さ800m。
鉄骨フレーム構造で、建物の内部が空洞化しているのが特徴。
完成1年前のプレイベントとして宋江のソロライブが行われたが、リー・パソス（01）によって観衆が暴走させられた為、滅茶苦茶になってしまった。
その後はテュポーンらによって宇宙まで運ばれ、イクスチェンジを行う拠点兼次元転送機にされた。

## 単行本一覧
- 第1巻 ISBN 978-4-06-371091-5 （2007年5月17日発行）
- 第2巻 ISBN 978-4-06-371124-0 （2008年1月17日発行）
- 第3巻 ISBN 978-4-06-371145-5 （2008年5月16日発行）
- 第4巻 ISBN 978-4-06-371173-8 （2008年11月17日発行）
- 第5巻 ISBN 978-4-06-371193-6 （2009年5月15日発行）
- 第6巻 ISBN 978-4-06-371220-9 （2009年11月17日発行）
- 第7巻 ISBN 978-4-06-371234-6 （2010年4月16日発行）
- 第8巻 ISBN 978-4-06-371264-3 （2010年11月17日発行）